# Eduard Brückner
Eduard Brückner, citato anche come Eduard Bruckner (Jena, 29 luglio 1862 – Vienna, 20 maggio 1927), è stato un geografo, meteorologo, climatologo, glaciologo e docente universitario tedesco.

## Biografia
Nacque a Jena, figlio dello storico baltico Alexander Brückner e di Lucie Schiele. Dopo avere frequentato il ginnasio di Karlsruhe, dal 1881 studiò meteorologia e fisica all'università di Dorpat, laureandosi nel 1885. Entrò nel Deutsche Seewarte (ufficio idrografico tedesco) di Amburgo, e successivamente proseguì gli studi a Dresda e Monaco di Baviera, divenendo professore all'università di Berna nel 1888. Nello stesso anno sposò Ernestine Steine. Nel 1899 divenne rettore dell'università. Tornò in Germania nel 1904, accettando l'incarico di docente presso l'Università "Martin Lutero" di Halle-Wittenberg. Nel 1905 fu eletto membro dell'Accademia Leopoldina e l'anno successivo ottenne una cattedra all'Università di Vienna, città dove rimase fino alla sua morte, nel 1927.
Il professor Brückner fu un esperto dei ghiacciai alpini e dei loro effetti sul paesaggio. Fra il 1901 e il 1909 collaborò con il geografo e geologo tedesco Albrecht Penck per scrivere un'opera in tre volumi dal titolo Die Alpen im Eiszeitalter (Le Alpi nell'era glaciale). Tale opera rimase un lavoro classico della climatologia sulle ere glaciali per tutto il XX secolo.
Il Premio Eduard Brückner attribuito dal centro ricerche GKSS-Forschungszentrum Geesthacht GmbH di Geesthacht ai migliori risultati nella ricerca interdisciplinare sul clima, è assegnato in suo onore. Nel 1956 a Vienna gli è stata dedicata una strada, la Eduard-Brückner-Gasse, nel quartiere di Brigittenau.

## Ciclo di Brückner
Brückner fu uno dei primi accademici a studiare i cambiamenti climatici e a sottolinearne l'importanza, compresa l'influenza che essi esercitano sull'economia e la struttura sociale dei popoli. Le sue ricerche comprendevano lo studio dei cambiamenti climatici avvenuti nel passato; in particolare individuò un ciclo di 35 anni, detto ciclo di Brückner in cui un clima freddo e umido si alterna con condizioni più calde e secche nell'Europa nordoccidentale.